# Спідола
Спідола (латис. Spīdola, від латис. spīdēt — «блищати», «сяяти») — героїня латиського епосу Андрія Пумпура про Лачплесис, дочка Айзкраукліса. Описується чаклункою, відьмою з палаючими очима, уособленням темних сил.
Зображується у вигляді красивої молодої жінки з довгим чорним волоссям, сильною та ставною.
В епосі розповідається, як вона закохалася в Лачплесиса. Любов привела Спідолу в лють і вона забажала погубити Лачплесиса. Її планам завадила Лаймдота, дочка Стабурадзе та Буртніека.